# Poliedes
Poliedes (en llatí Polyeides, en grec antic Πολυείδης) era un metge grec que va viure al segle I aC o una mica abans, ja que Appuleu Cels el menciona i també Andròmac, segons diu Galè.
Va escriure un tractat de farmàcia, del que Galè en dona notícia d'algunes fórmules També en parlen Celi Aurelià, Paule Egineta Aeci, Oribasi i Nicolau Mirepsos